# 伊藤美奈子 (歌手)
伊藤 美奈子（いとう みなこ、1962年9月17日 - ）は、日本の歌手・シンガーソングライター。東京都出身。

## 来歴
4歳からピアノを習い始め、中学3年の時に五輪真弓や髙橋真梨子らに触発されて作曲を始める。1982年10月1日に松任谷正隆プロデュースのアルバム『Tenderly』とシングル「グラスの中の青い海」でCBS・ソニーからデビュー。同月度のFM東京の新人オーディションで1位となる。プロデュースのポイントとして松任谷は、伊藤とラジオ番組に出演した際、「うんと大人っぽくして見た目との落差をつけたい」とコメントしている。
1983年に村下孝蔵のコンサートツアーに参加。キーボードとコーラスを担当。この縁で1984年に発売された村下の5thアルバム『花ざかり』の収録曲「大安吉日」でデュエットを務めた。1985年の3rdアルバム『Portrait』を最後にCBS・ソニーとの契約が終了する。
その後、出産を経て、2000年に15年ぶりとなる4thアルバム『楽(gaku)』を自主制作でリリース。2008年と2009年、村下孝蔵のメモリアルコンサートに参加。2009年には単独ライヴも開催した。近年の活動状況については本人のブログで確認できる。
2012年7月よりソニー・ミュージックが運営する復刻企画サイト「オーダーメイドファクトリー」において、過去CBS・ソニーからリリースされた3枚のアルバムの復刻が企画され、2ndアルバム『誘魚灯』の注文が規定数に達したため、CDでの復刻が決定。2013年10月23日に発売された。残る2枚は2013年11月に注文が規定数に達しCDでの復刻が決定。2013年12月25日に発売された。3rdアルバム『Portrait』は初CD化となる。
『誘魚灯』について、昭和歌謡が好きで歌謡BARを開いていた元プロ野球選手の駒田徳広が、「なんとも言えない虚しい物悲しい感じが好き。CDがリリースされて嬉しかった」と述べ、TVで紹介した。

## ディスコグラフィ

### シングル
1. グラスの中の青い海／水の中の太陽　（1982年10月1日） 07SH1218
2. 指切り／まどろみ　（1984年3月23日） 07SH1472
3. 誘魚灯／ともしび　（1984年7月21日） 07SH1534
  - 「誘魚灯」はオムニバスCD『クイーンズ・ストリート』[4]にてCD化された。
4. 見つめてほしい／9月の約束　（1985年8月25日） 07SH1679
  - 「見つめてほしい」は4枚組オムニバスCD『ニューミュージック・ヒットBOX 60』[5]にてCD化された。

### アルバム
- Tenderly　（1982年10月1日）　28AH1461（LP）　SRCL-1902（CD）　DYCL-443（2013年復刻盤）
  - 収録曲の全作曲は伊藤自身による。
  - 1991年5月15日に「CD選書」の一枚としてCD化された。
  - 2013年の復刻の際、シングル曲のカラオケがボーナス・トラックとして追加された。
  - itunesとmoraで配信されている（ボーナス・トラックは無し）。

1. グラスの中の青い海
  - 作詞：田口俊
2. さよならの休日
  - 作詞：田口俊
3. 愛の行方
  - 作詞：有川正沙子
4. きらめく季節
  - 作詞田口俊
5. 昨日からの会釈
  - 作詞：有川正沙子
6. 冬の前ぶれ
  - 作詞：田口俊
7. 雨のメヌエット
  - 作詞：戸塚省三
8. 回転木馬の夜
  - 作詞：田口俊
9. アムール
  - 作詞：有川正沙子
10. 水の中の太陽
  - 作詞：戸塚省三

〈ボーナス・トラック〉
1. グラスの中の青い海（オリジナル・カラオケ）
2. 水の中の太陽（オリジナル・カラオケ）

〈参加ミュージシャン〉
- Keyboards：松任谷正隆
- Drums：林立夫、青山純、山木秀夫
- E.Bass：後藤次利、長岡道夫、高水健司、岡沢茂
- E.Guitar：松原正樹、椎名和夫、今剛
- A.Guitar：吉川忠英、安田裕美
- Percussions：斉藤伸雄（斉藤ノブ）
- Horns：数原晋、小林正弘、河東伸夫、兼崎順一、新井英治、岡田澄雄（岡田澄夫）、Jake H. Conception
- Strings：トマト･ストリングス･アンサンブル
- Background Vocals：伊藤美奈子、桐ヶ谷仁
- 誘魚灯　（1984年3月23日）　28AH1691（LP）　DYCL-444（CD）
  - 作曲で桐ヶ谷仁が4曲に参加[6]。作詞はすべて田口俊が担当している。
  - CDではシングル曲のカラオケなど、6曲がボーナス・トラックとして追加されている。

1. ベルベット・ブルー
  - 曲：伊藤美奈子
  - レコードでは歌唱が終わった直後に次曲とクロスフェードしていたが、CDではクロスフェードしない[7]。
2. 指切り
  - 作曲：伊藤美奈子
  - シングルと違って、フェードイン（レコードではクロスフェード）で始まり、1番の後の間奏が20秒ほど長い。
3. 最後のレガッタ
  - 作曲：桐ケ谷仁
4. さよならは言わずに
  - 作曲：伊藤美奈子
5. 誘魚灯
  - 作曲：桐ケ谷仁
6. まどろみ
  - 作曲：伊藤美奈子、桐ケ谷仁
7. 鏡のように
  - 作曲：伊藤美奈子
8. デリンジャー
  - 作曲：伊藤美奈子、桐ケ谷仁
9. もうあなただけ
  - 作曲：伊藤美奈子
10. ともしび
  - 作曲：伊藤美奈子

〈ボーナス・トラック〉
1. 指切り（シングル・バージョン）
2. まどろみ（シングル・バージョン）
3. 指切り（オリジナル・カラオケ）
4. まどろみ（オリジナル・カラオケ）
5. 誘魚灯（オリジナル・カラオケ）
6. ともしび（オリジナル・カラオケ） 〈参加ミュージシャン〉

〈参加ミュージシャン〉
- Keyboards：松任谷正隆
- Drums：林立夫、山木秀夫
- E.Bass：高水健司
- E.Guitar：鈴木茂、松原正樹、安藤正容
- A.Guitar：吉川忠英
- Percussions：斉藤ノブ、浜口茂外也
- Horns：数原晋、新井英治、大井貴司、Jake H. Conception
- Strings：前田グループ
- Background Vocals：桐ヶ谷仁、桐ヶ谷俊博、白鳥英美子
- Synthesizer Programing：浦田恵司
- Portrait　（1985年11月21日）　28AH1952（LP）　DYCL-445（CD）
  - 収録曲すべての作詞は伊藤自身による。作曲に楠瀬誠志郎や杉真理が参加。
  - 全曲に英語のサブタイトルが付いている（例：見つめてほしい→look at me）。
  - CDではシングル曲のカラオケがボーナス・トラックとして追加されている。

1. 見つめてほしい
  - 作曲：伊藤美奈子
2. マリオンの前で
  - 作曲：嶋田陽一
3. MOJO DANCE
  - 作曲：嶋田陽一
4. 一年ののち
  - 作曲：村松健
5. 9月の約束
  - 作曲：伊藤美奈子
6. イニシャル
  - 作曲：杉真理
7. 愛の意味
  - 作曲：楠瀬誠志郎
8. Sister
  - 作曲：桐ヶ谷俊博
9. Air Curtain
  - 作曲：伊藤美奈子
10. Portrait
  - 作曲：楠瀬誠志郎

〈ボーナス・トラック〉
1. 見つめてほしい（オリジナル・カラオケ）
2. 9月の約束（オリジナル・カラオケ）

〈参加ミュージシャン〉
- Keyboards：松任谷正隆
- Drums：菊地武夫
- E.Bass：高水健司、岡沢茂、田中章弘
- E.Guitar：今剛、松原正樹
- A.Guitar：吉川忠英
- Percussions：斉藤ノブ、浜口茂外也
- Horns： Jake H. Conception
- Background Vocals：桐ヶ谷仁、桐ヶ谷俊博、白鳥英美子、楠瀬誠志郎
- Synthesizer Programing：浦田恵司
- 楽(gaku)　（2000年9月17日）　HMG-0122（CD）
  - 全曲の作詞・作曲を伊藤自身が手がけている。
  - 元WEEKIDSのメンバー・丸尾めぐみがプロデュース・アレンジを担当。
  - 元WEEKIDSのメンバー・中村裕介がアコースティック・ギターで参加（5曲目）。
  - デジパック仕様である。
  - itunesで配信されている。

1. 啓く（ひらく）
2. 観覧車の夏
3. 遠い人
4. 心の中で
  - ピアノとソプラノサックスによるインストナンバー。
5. 君がきてくれたこと
6. 泣かないで
7. ありがとう

### 参加アルバム
- 村下孝蔵『花ざかり』（1984年12月8日）MHCL-30067（Blu-spec CD2）
  - 5.大安吉日